# US Vibonese Calcio
US Vibonese Calcio, zkráceně jen Vibonese je italský fotbalový klub hrající v sezóně 2024/25 4. italskou fotbalovou ligu, sídlící ve městě Vibo Valentia v regionu Kalábrie.
Klub byl založen 27. června 1928 jako Unione Sportiva Vibonese díky sloučení klubů Ischia Monteleone a Luigi Razza. První oficiální zápasy odehrála až v sezoně 1945/46. Ipponici hráli až do sezony 1972/73 regionální soutěže. Po vítězné sezoně 1972/73 slavili historický postup do čtvrté ligy. A zůstali v ní pět sezon. Díky administrativě se zpět do čtvrté ligy vrátil v sezoně 2006/07. To už se klub vzpamatoval z bankrotu z roku 2003. Do profi ligy se probojoval v sezoně 2016/17 a kromě jedné sezony ji hraje i v sezoně 2021/22. Po této sezoně ale sestoupila o ligu níže.
Nejlepšího umístění ve třetí lize je 11. místo ze sezony 2019/20.

## Změny názvu klubu
- 1928 – 1960/61 – US Vibonese (Unione Sportiva Vibonese)
- 1960/61 – 1961/62 – US Limonappia Vibonese (Unione Sportiva Limonappia Vibonese)
- 1961/62 – 1964/65 – OS Vibo (Oratorio Salesiano Vibo)
- 1964/65 – 1994/95 – SS Nuova Vibonese (Società Sportiva Nuova Vibonese)
- 1995/96 – 1996/97 – US Nuova Vibonese(Unione Sportiva Nuova Vibonese)
- 1997/98 – 2002/03 – SS Nuova Vibonese (Società Sportiva Nuova Vibonese)
- 2003/04 – US Vibonese Calcio(Unione Sportiva Vibonese Calcio)

## Získané trofeje

### Vyhrané domácí soutěže
- 4. italská liga ( 2x )

1950/51, 2017/18

## Účast v ligách
| Úroveň soutěže | Název soutěže (nynější název) | První hraná sezona | Poslední hraná sezona | celkem odehraných sezon |
| -------------- | ----------------------------- | ------------------ | --------------------- | ----------------------- |
| 3              | Serie C                       | 2016/17            | 2021/22               | 5                       |
| 4              | Serie D                       | 1951/52            | 2024/25               | 19                      |
| 5              | Eccellenza                    | 1959/60            | 2014/15               | 30                      |